# Nir Bitton
Nir Bitton (hebräisch ניר ביטון; * 30. Oktober 1991 in Ashdod) ist ein israelischer Fußballspieler. Er steht bei Maccabi Tel Aviv unter Vertrag.

## Karriere

### Verein
Bitton debütierte zum Ende der Saison 2008/09 in der Ligat ha’Al für seinen Jugendverein FC Ashdod. Sein Einsatz unter Trainer Yossi Mizrahi gegen Beitar Jerusalem sollte der einzige in dieser Spielzeit bleiben. Ab der folgenden Saison 2009/10 erkämpfte er sich einen Stammplatz im Mittelfeld des FC Ashdod. Nach fünf Spielzeiten beim Verein aus der Mittelmeerstadt wechselte Bitton den Verein. Er unterschrieb einen Vierjahresvertrag bei Celtic Glasgow, nachdem er vom Premiership-Verein aus seinem Vertrag beim FC Ashdod herausgekauft worden war. Es wurden neun Spielzeiten für Bitton bei den Schotten, bis er 2022 wieder zurück in sein Heimatland wechselte.

### Nationalmannschaft
Nach seinem Debüt in der israelischen U-17 Juniorennationalmannschaft im Jahr 2008 folgten weitere Spiele für Israel in der U-18 und U-19 im Jahr darauf. Seit 2010 ist Bitton ein fester Bestandteil der israelischen U-21 Nationalmannschaft. Diese führte er als Mannschaftskapitän bei der U-21-Fußball-Europameisterschaft 2013, die im eigenen Land ausgetragen wurde. Neben dem Debüt in der U-21 sollte sich der defensive Mittelfeldspieler 2010 auch in der A-Elf erstmals präsentieren. Sein Debüt absolvierte er beim Banco República Cup im Estadio Centenario von Montevideo gegen den Gastgeber; das Spiel endete 1:1.

## Erfolge
mit Celtic Glasgow:
- Schottischer Meister (8): 2014, 2015,  2016, 2017, 2018, 2019, 2020, 2022
- Schottischer Pokalsieger (4): 2017, 2018, 2019, 2020
- Schottischer Ligapokal (6): 2015, 2017, 2018, 2019, 2020, 2022